# أماميات الفوهة
أماميات الفوهة (الاسم العلمي: Prostigmata) هي رتيبة من الحيوانات تتبع رتبة خطميات الشكل من طائفة العنكبيات.

## التصنيف
- القراديات الحرة
  - الخيلتيلينات
    - الدويديات
- القراديات الطفيلية
  - الخطمينات
    - الخطميات
      - الخطماوات